# Johann Peter Ernst von Scheffler

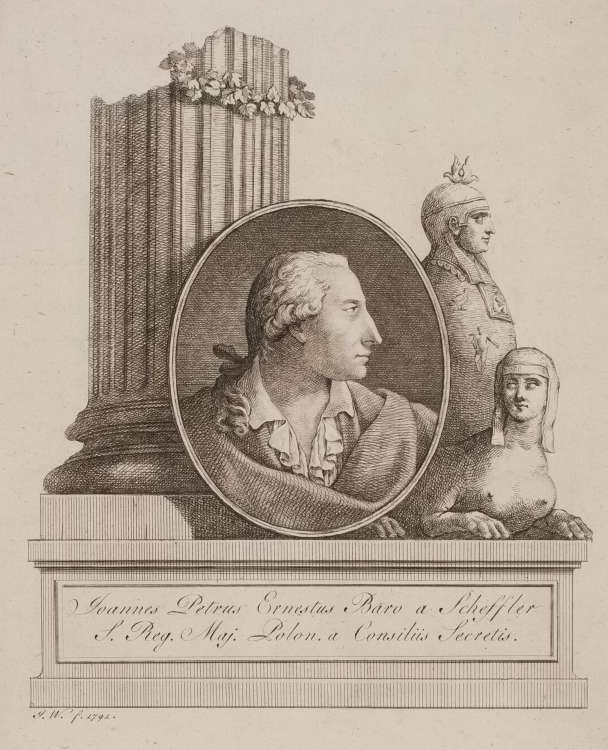
Johann Peter Ernst von Scheffler

Johann Peter Ernst von Scheffler (polnisch Jan Piotr Ernest Scheffler oder Jan Piotr Ernest Szefler; lateinisch bzw. latinisiert: Johannes Petrus Ernestus a Scheffler, Eques Poloniae; deutsch „Ritter Polens“; * 23. September 1739 in Danzig; † um 1809 in Warschau) war ein deutscher Arzt und Mineraloge. Sein Vater Johann Gottfried Scheffler kämpfte 1734, zunächst als „Freiwilliger“, gegen die russische Belagerung und durchlief dann eine militärische Karriere. Er war zweimal verheiratet; Name, Stand oder Beruf der Ehefrauen werden nirgends erwähnt. Johann Peter Ernst von Scheffler bezeichnet sich 1766 als einziger Sohn aus diesen Verbindungen.
Möglicherweise zählte der Danziger Stadtarzt und Doktor der Medizin Jan Ernest Scheffler (um 1604–1673), Mitherausgeber eines viel benutzten Arzneibuchs (Dispensatorium Gedanense), zu seinen Vorfahren.

## Leben und Werk
Johann Peter Ernst von Scheffler ist Widmungsträger der Pflanzengattung Schefflera. Er wurde in Medizin promoviert, arbeitete als Arzt und forschte auf dem Gebiet der Mineralogie. Später ging er nach Polen und leitete eine Bergbaukommission. Er trat dort als Mitglied einer Freimaurerloge in Erscheinung. Sein genaues Todesdatum ist unbekannt.
Die Herzog August Bibliothek in Wolfenbüttel besitzt ein Bildnis von ihm.

### Studium und Beruf
1766 schrieb Scheffler rückblickend:

„Meine Neigung zum Studieren machte, daß ich die [militärische Lauf-]Bahn meiner Vorfahren verließ und lieber im Bette, als auf dem Felde der Ehre schlafen[!] wolte.“

Getreu dieser Einsicht immatrikulierte er sich nach dem Abitur am Danziger Gymnasium an der Albertus-Universität Königsberg. Er begann zunächst ein Jurastudium, wechselte aber dann ins Fach Medizin und absolvierte ein Studium an der Medizinischen Fakultät, wo er seinen Abschluss am 17. Juni 1761 erlangte, 1762 gefolgt von einer Promotion zum Doktor der Medizin. Das Thema seiner Dissertation war: An quatuor flores cordiales sint vere cordialis? („Sind die vier 'Herzblüten' wirklich Herz[mittel]?“) (Königsberg 1762).
Anschließend kehrte er zurück nach Danzig, wo er als „Praktikus“ (praktizierender Arzt) und als Lehrer für Naturgeschichte tätig war. Dass er im Lehrkörper der (protestantischen) Mittelschule, die hier in Frage kommt, nicht aufgeführt ist, könnte an seiner Konfession gelegen haben: Seine spätere Karriere in Polen legt nahe, dass er römisch-katholisch war.

### Wissenschaftliche Gesellschaften
1763 wurde er in die europaweit angesehene Naturforschende Gesellschaft in Danzig aufgenommen. Sie zählte einige berühmte in- und ausländische Forscherpersönlichkeiten zu ihren Mitgliedern, u. a. Gottfried Reyger, Johann Reinhold Forster, Johann Ernst Immanuel Walch, Johann Bernoulli. 1763 hatte er zunächst die Stellung des „Sekretärs“ inne. In den Jahresberichten der Gesellschaft wird Scheffler dann seit 1775 als „Thesaurarius“ (Schatzmeister) aufgeführt, 1779 steigt er (bis 1780) auf zum „Vice-Director und Schatzmeister“. 1781 werden dann diese Posten mit anderen Gelehrten besetzt.
Als Mitglied dieser Gesellschaft veröffentlichte Scheffler folgende Aufsätze:
- Herrn Doct. von Schefflers zu Danzig Sendschreiben an Herrn Hofrath Walch[13] von dem Ursprung des Sandes. In: Der Naturforscher. 11. Stck. Halle 1777, S. 122–127.[14]
- Beyträge zu den Untersuchungen über das Elektrum und den Lyncur der Alten. In: Neue Sammlung von Versuchen und Abhandlungen der Naturforschenden Gesellschaft in Danzig. Band 1, 11. Aufsatz, S. 234–256. Wedel, Danzig 1778.[15]
- Eine Rede zum Andenken H. de Cuyper[s] gehalten. Danzig 1777[9] ist nicht erhalten.

In den Sitzungen der Gesellschaft hielt er mehrere Vorträge:
- Gedanken von denen Blättern derer Kräuter, Sträucher und Bäume. Verlesen am 27. April 1763. (Acta Societatis Physicae Experimentalis 1763, Commentarii Abschnitt C).[16]
- Das Leben des Herren Doctoris David Kade. Verlesen am 2. Mai 1764. (Acta Societatis Physicae Experimentalis 1764, Commentarii Abschnitt C).[17]
- Bericht von Hrn. Schoppenhauers Versuchen mit Hopfen. Verlesen am 17. März 1773. (Acta Societatis Physicae Experimentalis 1773, Commentarii Abschnitt C).[18]
- Erklärung des Epigramms von Martial „de phiala ex electro“. Verlesen am 30. Juni 1773. (Acta Societatis Physicae Experimentalis 1773, Commentarii Abschnitt F).[19]
- Über die Geschichte des Lyncur. Verlesen am 22. Januar und 5. Februar 1777. (Acta Societatis Physicae Experimentalis 1777, Commentarii Abschnitt B).[20]
- Beschreibung des von Bischoff erfundenen Gesichtsmessers. Verlesen am 5. November 1777. (Acta Societatis Physicae Experimentalis 1777, Commentarii Abschnitt E).[21]

Scheffler unternahm Reisen in mehrere Universitätsstädte. In Berlin traf er auf Friedrich Martini, der darauf die „Gesellschaft Naturforschender Freunde zu Berlin“ gründete, wobei er die Danziger Naturforschende Gesellschaft als sein Vorbild bezeichnete. Scheffler wurde dann Ehrenmitglied der Berliner Neugründung. Die „Gesellschaft der Wissenschaften zu Göttingen“ (heute „Akademie der Wissenschaften“) nahm ihn als Korrespondenten (Berichterstatter) auf. Schefflers briefliche Bitte an Christoph Jacob Trew, sich für seine Aufnahme in die „Kayserliche Academie der Naturforscher“ (Leopoldina) einzusetzen, blieb allerdings erfolglos.
In London, wo Scheffler Mitglied der „Gesellschaft zur Förderung von Kunst, Manufaktur und Handel“ wurde, lernte er 1771 den jungen deutschen Naturforscher Georg Forster kennen, dem er 13 Jahre später durch seine guten Beziehungen zum Fürstbischof Poniatowski eine Professur in Wilna verschaffte.

### Die Zeit in Polen
Scheffler ging 1780 nach Polen. (Am 9. Mai 1782 erwähnt eine polnische Zeitung seinen Namen.) In Warschau wohnte er bei dem Regimentsarzt und Chirurgen August Otto, dessen Nichte („Niece“) Therese Otto er später (wahrscheinlich 1785) heiratete. 1784 wurde er dann vom polnischen König Stanislaus II. August Poniatowski „in den Freyherrenstand“ erhoben und zum „Geheimen Rath“ ernannt. Der Titel eines „Barons“ beinhaltete aber nicht die Rechte des polnischen Adels.
Schon bei seiner Ankunft in Warschau 1780 wurde er vom polnischen König als „Bergrath“ eingesetzt. Offensichtlich waren seine mineralogischen Kenntnisse der Hauptgrund für seine Berufung, denn er wurde beauftragt, als Leiter und Fachberater einer Expedition eine „mineralogische Reise durch Polen“ durchzuführen, die wohl der Erkundung von Möglichkeiten zur Erschließung neuer Erzlagerstätten dienen sollte. Die Aktion erwies sich jedoch als weitgehender Fehlschlag, wie der zu dieser Zeit in Warschau weilende Georg Forster hörte, da Scheffler (und sein Kollege Johann Jakob Ferber) „jeder einen solchen Rapport [Bericht] abgestattet hätten, welcher bewiese, daß sie vom praktischen Bergbau nichts verständen“.
Der Initiator und Geldgeber der ganzen Expedition war der Fürstbischof und Primas von Polen, Michał Jerzy Poniatowski, Bruder des regierenden Königs und Unterrichtsminister. Trotz seines Misserfolgs avancierte Scheffler zu einem Günstling des Fürsten und hatte sogar Zutritt zu seinem privaten Kreis. Außerdem bewohnte er zeitweise einen Pavillon im Park des fürstlichen Landsitzes Jabłonna. Auf Veranlassung des Primas, der die Universitäten zu wissenschaftlichen Akademien umgestalten wollte, erhielt Scheffler 1787 die Stelle eines Honorarprofessors an der Universität (heute Jagiellonen-Universität) Krakau.
Wie ein Warschauer Zeitzeuge in einem Brief an Georg Forster berichtet, habe Scheffler 1788 ein Grundstück in Warschau gepachtet und „einen großen Bau angefangen […]. Er will eine Stahlfabrik anlegen, baut Öfen und Schleifmühle.“ Das Projekt scheiterte jedoch schon nach der Errichtung einer Erzmühle, und es wird angenommen, dass die damaligen politischen Wirren seine Durchführung verhinderten.

### Freimaurer und Rosenkreuzer
Georg Forster, der zeitweise in Warschau bei Scheffler wohnte, war Mitglied mehrerer Freimaurerlogen und gehörte der Bruderschaft der Rosenkreuzer an. Scheffler selber war bei den Warschauer Geheimorganisationen offensichtlich schon bekannt. Außerdem wurde er sofort bei seiner Ankunft in Warschau zum Vorsitzenden der deutschen Sektion der Freimaurerloge „Göttin von Eleusis“ ernannt, in der viele Warschauer Rosenkreuzer organisiert waren. Sowohl Forster wie auch Scheffler waren überzeugt davon, dass es chemische bzw. alchemistische Verfahren gebe, um den Stein der Weisen zu erschaffen, was natürlich auch den polnischen König interessiert haben musste. Es gibt mehrere deutliche Hinweise darauf, dass auch Poniatowski Freimaurer war, was die guten Beziehungen zum Freimaurer Scheffler erklären würde. Er trat öffentlich jedoch nie als Mitglied einer Loge auf.

### Die letzten Jahre
Poniatowski unternahm nach seiner politischen Entmachtung 1789 eine private zweijährige Reise durch Europa, auf der ihn Scheffler begleiten durfte. Der Primas starb 1794, wodurch Scheffler seinen prominentesten Fürsprecher verlor.
Nach Gründung der „Königlichen Gesellschaft der Warschauer Freunde der Wissenschaft“ (poln. Towarzystwo Królewskie Warszawskie Przyjaciół Nauk) wurde er am 28. April 1805 bei einem Mitgliedertreffen als „erfahrener Naturforscher“ aufgefordert, als Fördermitglied beizutreten. Es muss tatsächlich zu einer Aufnahme Schefflers gekommen sein, denn sein Name erscheint 1822 auf einer retrospektiven Liste verstorbener Mitglieder. Spätere Quellen, denen sich Siemion anschließt, berichten jedoch, dass er bereits „um 1809“ verstarb (nach anderen ist er „gest. etwa 1808“).

## Der GattungsnameSchefflera
Der Danziger Meteorologe und Botaniker Gottfried Reyger, Mitglied der Naturforschenden Gesellschaft, verfasste ein botanisches Werk über die Flora der Umgebung Danzigs. In diesem Werk nennt er zweimal explizit Johann Peter Ernst von Scheffler als Hinweisgeber auf Pflanzenstandorte. (In der deutschen Übersetzung des Werkes fehlen diese Angaben.) Als später Georg Forster und Johann Reinhold Forster (beide ebenfalls Mitglieder der Naturforschenden Gesellschaft) eine Pflanzengattung neu benannten, wählten sie zu Ehren des „berühmten Danziger Arztes und Botanikers“ den Namen Schefflera, wobei sie sich auf Reyger beziehen, der die neuen Pflanzen Schefflers ediert habe. Aus Reygers ausdrücklichen Namensnennungen folgt, dass dieser „Medicus et Botanicus“ eben Johann Peter Ernst von Scheffler ist und nicht, wie häufig angegeben, ein fiktiver „Jacob Christian Scheffler“, für dessen Existenz es nirgends einen Beweis gibt. Erst in neuester Zeit wurde dieser Irrtum aufgeklärt.